# John P. Stockton
John P. Stockton (Princeton, 1826. augusztus 2. – New York, 1900. január 22.) az Amerikai Egyesült Államok szenátora (New Jersey, 1865–1866 és 1869–1875).